# Mountain Live: The Road Goes Ever On
| Recensione              | Giudizio   |
| ----------------------- | ---------- |
| AllMusic                | [ 1 ]      |
| Sputnikmusic            | 2.8 (Good) |
| Dizionario del Pop-Rock | [ 3 ]      |
| 24.000 dischi           | [ 4 ]      |

Mountain Live: The Road Goes Ever On è un album discografico Live del gruppo musicale rock statunitense Mountain, pubblicato dall'etichetta discografica Windfall Records nel maggio del 1972 .
L'album raggiunse (22 luglio 1972) la sessantatreesima posizione della classifica Billboard 200.

## Tracce
Lato A
1. Long Red – 5:50 (Leslie West, Felix Pappalardi, John Ventura, Norman Landsberg)
2. Waiting to Take You Away – 4:40 (Leslie West)
3. Crossroader – 6:20 (Felix Pappalardi, Gail Collins)

Lato B
1. Nantucket Sleighride – 17:38 (Felix Pappalardi, Gail Collins)

## Formazione
- Leslie West - chitarra, voce
- Felix Pappalardi - basso, voce
- Steve Knight - tastiere
- Corky Laing - batteria

Note aggiuntive
- Felix Pappalardi - produttore
- Bud Prager - produttore esecutivo
- Brani: Long Red e Waiting to Take You Away, registrati dal vivo al Festival di Woodstock il 16 agosto 1969
- Brani: Crossroader e Nantucket Sleighride, registrati dal vivo nel gennaio-febbraio 1972
- Bob d'Orleans - ingegnere delle registrazioni
- Gail Collins - illustrazione copertina album e fotografie
- Beverly Weinstein - bell art direction
- Felix ringrazia Mick[9]